# Nikola Gergelyová
Nikola Gergelyová (* 7. Juni 1997) ist eine tschechische Grasskiläuferin. Sie startet seit 2012 im Weltcup.

## Karriere
Nach Erfolgen im Nachwuchsbereich, unter anderem Siegen in der Schülerklasse des Tschechien-Cups, startet Gergelyová seit der Saison 2012 im Weltcup. Sie erreichte in ihrer ersten Weltcupsaison allerdings neben drei Ausfällen bzw. Disqualifikationen nur Platzierungen an letzter oder vorletzter Position, womit sie im Gesamtweltcup den 20. Rang unter 21 Läuferinnen, die in diesem Jahr Weltcuppunkte gewannen, belegte. Bei der Juniorenweltmeisterschaft 2012 in Burbach war Gergelyovás einziges Resultat der zwölfte Platz im Super-G. Im Riesenslalom fiel sie aus, in Slalom und Super-Kombination wurde sie nach Torfehlern disqualifiziert.

## Erfolge

### Juniorenweltmeisterschaften
- Burbach 2012: 12. Super-G

### Weltcup
- 3 Platzierungen unter den besten zehn